# Thierry V de Hollande
Pour les articles homonymes, voir Thierry V.
Thierry V de Hollande (en néerlandais : Dirk V van Holland), né à Flardingue vers 1052 et mort assassiné en Gueldre le 17 juin 1091, est comte de Hollande de 1061 à 1091.
Il est le fils de Florent Ier, comte en Frise, et de Gertrude de Saxe.

## Biographie
Il succéda à son père sous la régence de sa mère, Gertrude de Saxe. L'évêque d'Utrecht, Guillaume Ier, en profita pour occuper des terres qu'il revendiquait en Hollande. Les prétentions de Guillaume furent confirmées par deux actes de l'empereur Henri IV, le 30 avril et le 2 mai 1064. Thierry ne conserva que les terres à l'ouest de la Vlie et autour de l'embouchure du Rhin.
Gertrude et son fils se réfugièrent dans les îles de Frise (Zélande), laissant Guillaume occuper le territoire contesté. Gertrude épousa en 1063 Robert le Frison, le second fils de Baudouin V, comte de Flandre. Thierry reçut en apanage la Flandre impériale, comprenant les îles de la Frise occidentale. La Flandre relevait alors du royaume de France, mais possédait quelques fiefs dans l'Empire. Baudouin en profita pour contrôler le littoral jusqu'au nord de la Hollande, mais n'y resta que brièvement.
Robert tenait donc toute la Frise, de son propre chef et de celui de son beau-fils Thierry. À la mort de son frère Baudouin VI, en 1070 Richilde de Hainaut se saisit de la tutelle d’Arnoul III et des fiefs de Robert, cependant que le comté de Hollande est envahi par Godefroy le Bossu et l’évêque Guillaume d’Utrecht, qui a obtenu de l’empereur Henri IV l’investiture du comté. Les troupes lorraines s’emparent alors de l’héritage hollandais des beaux-fils de Robert et le défont à Leyde. Robert se réfugie avec son épouse Gertrude et ses enfants auprès de son beau-frère, le duc Ordulf de Saxe. C’est là que Robert reçoit l’appel à l’aide des Flamands révoltés contre Richilde. Ordulf de Saxe lui fournit des troupes pour pouvoir à Robert de rentrer en Flandre. Gand, puis Ypres et les villes flamandes le reconnaissent. Robert défait Richilde, et réussit à prendre Lille. Richilde appelle à son secours le roi de France Philippe Ier, qui accourt en plein hiver, et prend position au pied du Mont Cassel où Robert s’est retranché non loin de là à Bavinckhove. Le 22 février 1071, Robert et les piquiers flamands mettent en déroute les Français. Au cours de cette bataille, Richilde est faite prisonnière et son fils Arnoul III trouve la mort. C'est à partir de ce moment que Thierry prit le titre de comte de Hollande.
La guerre éclata ensuite entre la Hollande et l'évêché d'Utrecht à partir de 1075. Elle était due à la querelle des Investitures, une lutte de pouvoir entre le pape et l'empereur. L'évêque d'Utrecht soutenait l'empereur, tandis que le comte de Hollande soutenait le pape Grégoire VII et l'anti-roi Rodolphe de Rheinfelden.
Alors que Robert était engagé en Flandre, Guillaume d'Utrecht tenta d'occuper la Hollande, mais le peuple hollandais se souleva. L'empereur Henri IV envoya Godefroy III le Bossu, duc de Basse-Lotharingie pour mater la révolte, mais le duc fut tué par des révoltés à Delft le 26 février 1076. Guillaume d'Utrecht mourut le 17 avril 1076.
Thierry V, maintenant majeur et gouvernant son comté, en profita pour tirer parti de ces évènements. Avec l'aide de son beau-père, il assiégea Conrad, le nouvel évêque, dans le château d'Ysselmonde, et le fit prisonnier. L'évêque dut rendre tous les territoires contestés pour racheter sa liberté.

## Famille

### Mariage et enfants
Il épousa avant 1083 une Othelinde (v. 1054-1124), probablement de Saxe, et eut :
- Florent II (1085-1121), comte de Hollande ;
- Mathilde.

## Galerie

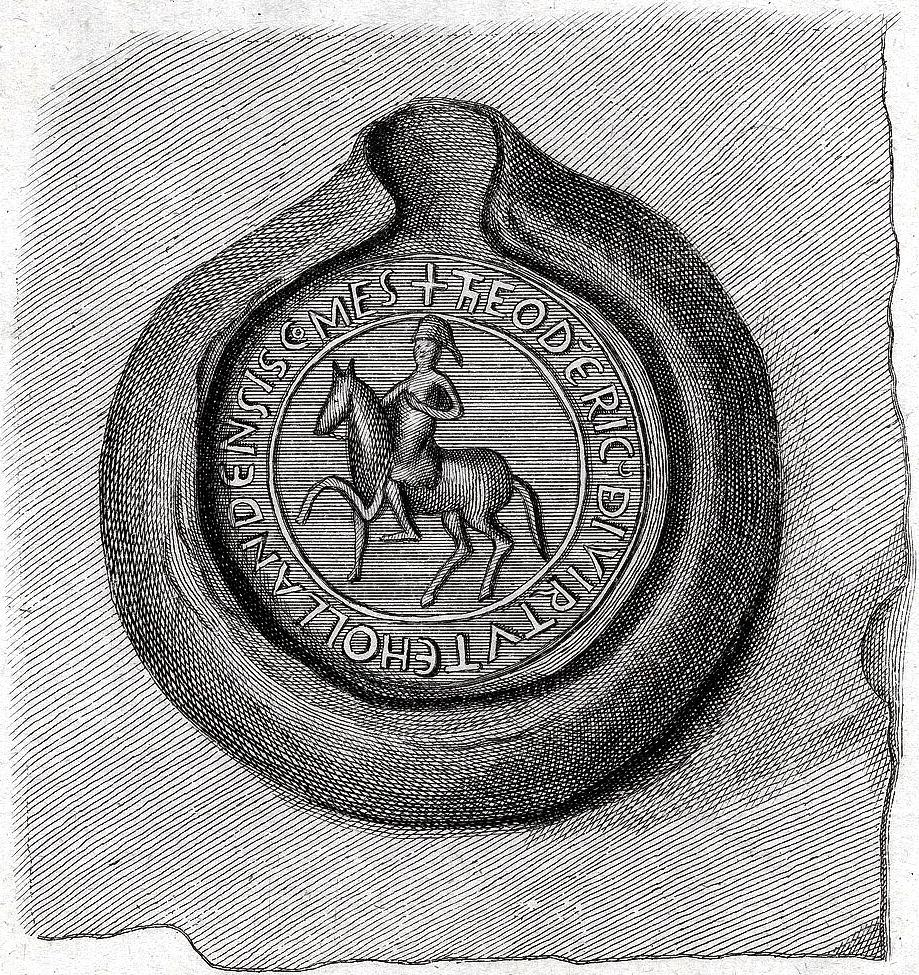
Sceau de Thierry V de Hollande.